# Issy-l'Évêque
Issy-l'Évêque is een gemeente in het Franse departement Saône-et-Loire (regio Bourgogne-Franche-Comté). De plaats maakt deel uit van het arrondissement Autun. Issy-l'Évêque telde op 1 januari 2022 689 inwoners.

## Geografie
De oppervlakte van Issy-l'Évêque bedroeg op 1 januari 2022 71,13 vierkante kilometer; de bevolkingsdichtheid was toen 9,7 inwoners per km².

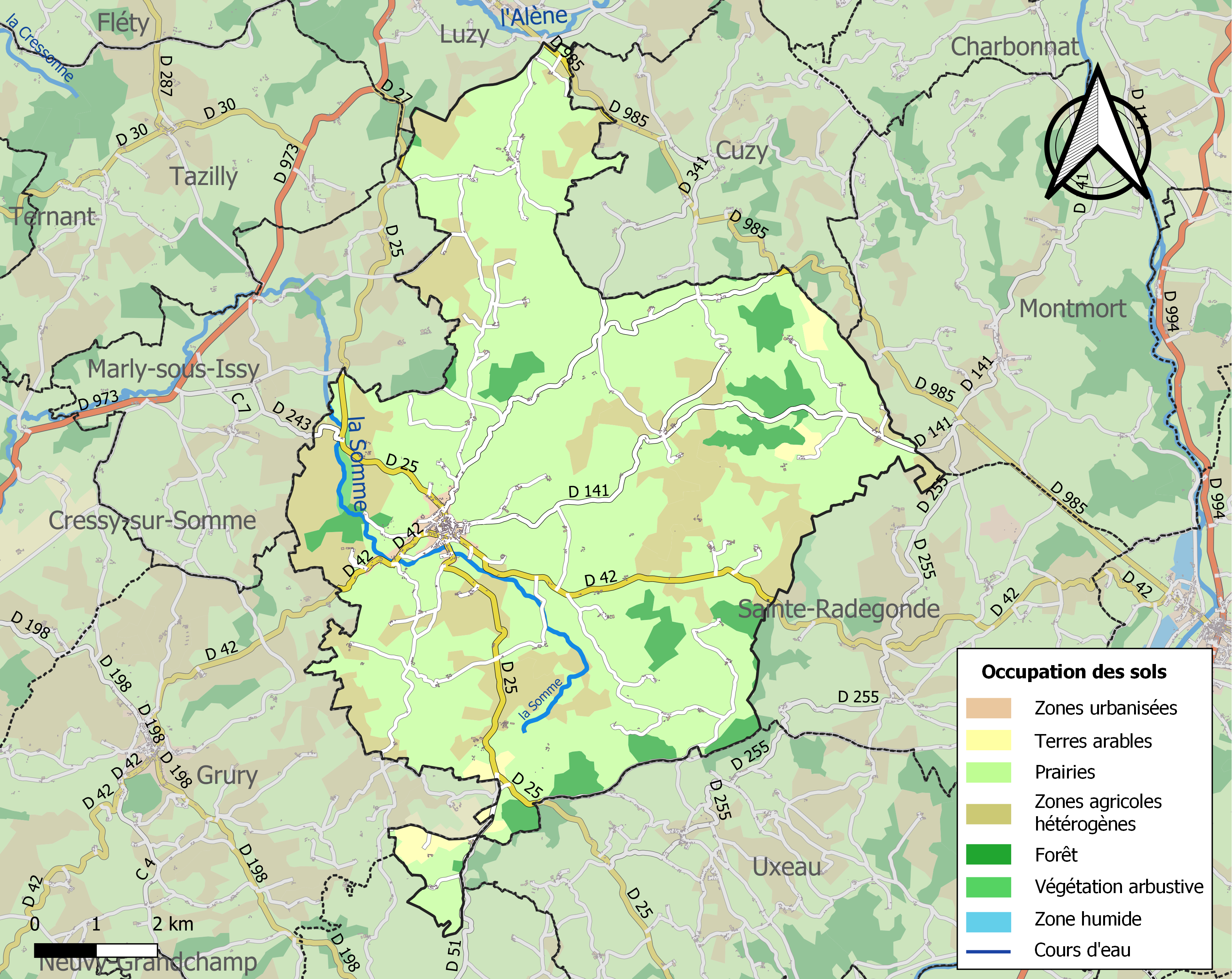
Kaart van de gemeente met de belangrijkste infrastructuur, bodemgebruik en omliggende gemeenten

## Demografie
Onderstaande figuur toont het verloop van het inwonertal (bron: INSEE-tellingen).